# Пузанова, Екатерина Ивановна
Екатерина Ивановна Пузанова — советский хозяйственный и государственный деятель, лауреат Государственной премии СССР за выдающиеся достижения в труде.

## Биография
Родилась в 1934 году в Ярославской области в крестьянской семье. Член КПСС с 1975 года.
В 1950—1991 годах — ученица оправщицы, оправщица завода «Пролетарий», оправщица производственного объединения «Электрокерамика».
Пузанова первой на своем участке опробовала эффективные разжимные оправки, резцы нового типа. Досрочно завершила задания девятой и десятой пятилеток, к ноябрю 1985 года выполнила задание одиннадцатой пятилетки.
За большой личный вклад в повышение эффективности использования энергетических ресурсов была в составе коллектива удостоена Государственной премии СССР за выдающиеся достижения в труде 1985 года.
Жила в Санкт-Петербурге.

## Награды
- Орден Ленина (1974)
- Орден Трудового Красного Знамени (1971)